# Dinosauria (museu)
Dinosauria és el nom d'un museu de paleontologia ubicat a la vila d'Esperasan (Esperasan en occità), al departament de l'Aude, a França, on hi ha una gran presència de restes paleontològiques. Es va obrir el 1992 i és dirigit per una associació que porta el mateix nom, sense ànim de lucre. El museu té 35 espècies diferents de dinosaures, bé fòssils o bé reconstruccions. Disposa d'esquelets, taller de paleontologia i altres elements. L'any 2007 va incorporar l'esquelet de l'Ampelosaurus atacis trobat a les excavacions recents al lloc anomenat Bellevue (Bèlavista en occità), a la comuna de Campagne-sur-Aude (Campanha d'Aude en occità). Aquest esquelet és el més complet descobert a França pel que fa a dinosaures de la seva mida (12 metres de llargària) i se'l coneix per l'àlies d'Eva, en honor d'Eva Morvan, l'estudiant que el va trobar.

## Col·lecció
Algunes de les espècies representades al museu:
- Ampelosaurus atacis
- Camarasaurus
- Dunkleosteus terrelli
- Mamenchisaurus
- Mixopterus
- Oviraptor philoceratops
- Psittacosaurus
- Psittacosaurus
- Quetzalcoatlus
- Stenopterygius
- Struthiosaurus
- Tarascosaurus salluvicus
- Triceratops
- Tsintaosaurus spinorhinus
- Tuojiangosaurus multispinus
- Tyrannosaurus rex
- Variraptor mechinorum